# Маргарита Члі
Маргарита Члі є доценткою і керівницею лабораторії Vision for Robotics в Федеральній вищій технічній школі Цюриха у Швейцарії. Члі є лідеркою у галузі комп’ютерного зору та робототехніки та була у команді дослідників, яка розробила перший повністю автономний гелікоптер із бортовою локалізацією та картографією. Члі також є заступницею директора Інституту робототехніки та інтелектуальних систем і почесною членкинею Единбурзького університету у Великобританії. Зараз її дослідження зосереджені на розвитку зорового сприйняття та інтелекту в автономних роботизованих системах, здатних літати.

## Молодість і освіта
Члі виросла на Кіпрі та в Греції. Здобула ступінь бакалавра в Кембриджському університеті у Великобританії. Вивчала інформаційну та комп’ютерну інженерію в Трініті-коледжі. Здобувши ступінь бакалавра, продовжила навчання в Трініті, щоб також здобути ступінь магістра з інженерії.
У 2006 році Члі продовжила свою дипломну роботу в Імперському коледжі Лондона під керівництвом Ендрю Девісона. Вона працювала в Robot Vision Group, де займалася розробкою нових способів маніпулювання даними для забезпечення ефективної автономної навігації мобільних пристроїв. Оскільки методи на основі бачення є ключовими для забезпечення автономної навігації, Члі намагалася розв'язати проблеми, які полягають у збереженні точності при досягненні ефективної обробки інформації. Вона використовувала принципи теорії інформації, щоб керувати рішеннями, заснованими на оцінках, які приймаються після збору інформації з навколишнього середовища, і показала, що ці принципи покращують ефективність і узгодженість алгоритмів, які використовуються для оцінки руху та формування імовірнісних карт навколишнього середовища. Її алгоритми також уможливили щільне відображення функцій навіть за наявності неоднозначності та неузгодженості в динаміці камери. Члі завершила свою дипломну роботу у 2009 році та працювала рік дослідником у Robot Vision Group.

## Кар'єра та дослідження
Здобувши ступінь докторки філософії, Клі почала працювати у лабораторії автономних систем Федеральної вищої технічної школи Цюриха (ETH Zürich) для поглиблення постдокторських досліджень і незабаром стала заступницею директора лабораторії. Під час роботи в ETH Zürich вона викладала курс автономних мобільних роботів, який пізніше перетворили на онлайн-курс для безплатного навчання тисяч дослідників у всьому світі. У 2013 році Члі отримала стипендію Канцелора і стала доценткою Інституту сприйняття дій і поведінки в Единбурзькому університеті. Вона мала цю престижну стипендію протягом двох років.
У 2015 році Клі отримала запрошення до Швейцарського національного наукового фонду (SNF) на посаду доцентки робототехніки в ETH Zürich і перевела свою лабораторію з Единбурга. Вона досі є почесною стипендіаткою Единбурзького університету. Її лабораторія, Vision for Robots Lab, або V4RL, зосереджується на розробці інтелектуальних роботів для покращення якості та безпеки людського життя. Для досягнення цих цілей у її лабораторії проводиться кілька напрямків досліджень. У рамках проєкту SHERPA Члі прагне використовувати інтелектуальні та автономні роботизовані системи для допомоги в пошуку та порятунку в гірських районах. Члі також бере участь у дослідженнях проєкту myCopter, метою якого є розробка персональних автоматизованих повітряних транспортних систем, щоб можна було подорожувати з роботи додому по повітрю на низькій висоті. Нарешті, команда Члі розробляє методи, які дозволяють мікролітакам малювати невідоме середовище у межах проекту SFly (Рій мікролітаючих роботів). Усі ці проєкти вимагають величезних інновацій у сфері комп’ютерного зору та робототехніки, по суті вимагаючи здатності роботів обробляти великі обсяги даних ефективними способами, щоб «бачити» своє середовище та швидко й автономно реагувати. Команда Члі прагне розробити ці інтелектуальні системи з можливістю візуального сприйняття за допомогою глибокого навчання та співпраці роботів.

### Удосконалення методів комп'ютерного зору
Ранні роботи Члі допомогли вдосконалити підходи до комп’ютерного зору, щоб створити автономні роботизовані системи. Члі вперше звернулася до проблеми одночасної локалізації та картографування (SLAM), у якій роботизована система має труднощі з оцінкою свого нового та мінливого середовища, водночас відстежуючи своє власне місцезнаходження. Оскільки поділ карти на менші підкарти дозволив би окремим частинам оброблятися незалежно й, отже, більш ефективно, Члі створила інноваційний метод для виконання поділу на підкарти на картах SLAM. Вона використала ієрархічну кластеризацію, щоб згрупувати подібні частини у підгрупи, і розкрила нове розуміння структури візуальних карт, яке допомогло спрямувати дослідження у розв'язання обчислювальних проблем, пов’язаних із SLAM.
Наступною проблемою комп’ютерного зору, яку Клі вирішила під час роботи в докторантурі ETH Zürich, було виявлення ключових точок у зображеннях. Вона розробила метод під назвою BRISK (Binary Robust Invariant Scalable Key Points), і він працював набагато швидше та з меншими обчислювальними витратами порівняно з попередніми алгоритмами виявлення ключових точок, такими як SURF і SIFT.

### Автономний гелікоптер
Під час постдокторської роботи Члі в ETH Zürich вона була частиною команди, яка розробила перший автономний невеликий гелікоптер. Гелікоптер мав монокулярну камеру як єдиний інерційний датчик і міг орієнтуватися в нових середовищах. Він використовував SLAM для забезпечення автономного польоту.
Члі провела фундаментальні дослідження для вдосконалення методів автономної навігації роботів. Одним зі способів, як Члі та її команда працювали над покращенням навігації робота, було створення алгоритму для кращої інтеграції інформації з кількох датчиків на роботі. Раніше мультисенсорна інтеграція була складною через сенсорні збої та відмінності у швидкості вимірювання та затримках. Члі та її команда розробили структуру під назвою MultiSensor-Fusion Extended Kalman Filter (MSF-EKF), яка здатна обробляти затриману, відносну та абсолютну інформацію від необмеженої кількості датчиків будь-яких типів. Вони протестували свою структуру за допомогою мікролітака (MAV), який мав GPS-приймач, а також візуальні, інерційні датчики та датчики тиску, і виявили, що він здатний самостійно калібруватися та демонструвати ефективну повторну лінеаризацію у відповідь на оновлення стану.
З удосконаленнями та прогресом у можливостях SLAM Члі зацікавилася створенням SLAM для спільної роботи з кількома роботами. Спільне сприйняття сцени та картографування групою автономних роботів буде служити широкому спектру застосувань від збору даних про навколишнє середовище до спостереження та порятунку. Згідно з її схемою, кожен окремий безпілотний літальний апарат (БПЛА) мав би локальний SLAM з обмеженою місткістю як частину своєї конструкції та обчислювальної потужності, а також мав би бути центральний заземлений сервер для збору та обробки всієї інформації від кожного БПЛА. Цей центральний контролер також передавав би цю інформацію всім окремим БПЛА, щоб вони також могли оновлювати свої карти.
Члі також працювала із згортковими нейронними мережами (CNN), щоб покращити їх здатність виконувати розпізнавання місць для використання в навігації роботів. Вона запропонувала нові функції зображення на основі CNN для використання в розпізнаванні місць шляхом створення регіональних представлень помітних регіонів безпосередньо з активації згорткового шару. Команда Члі виявила, що їхня система покращила надійність при варіаціях місцевостей, і вони поділилися своїми ідеями щодо процесу кодування функцій, що робить систему стійкою до зовнішніх змін.

## Нагороди та відзнаки
- 2017: Zonta Prize[18]
- 2016: 25 жінок у робототехніці, які вам потрібно знати[19]
- 2016: Міжнародна конференція з робототехніки та автоматизації, Нагорода найкращому редактору[20]
- 2001-2005: Стипендія Трініті-коледжу Кембриджського університету, Великобританія[21]
- 2001-2005: Стипендія за видатні результати, Кіпрський державний стипендіальний фонд[21]

## Вибрані публікації
- Marco Karrer, Mohit Agarwal, Mina Kamel, Roland Siegwart, Margarita Chli: Collaborative 6DoF Relative Pose Estimation for Two UAVs with Overlapping Fields of View. ICRA 2018: 6688-6693[22]
- Patrik Schmuck, Margarita Chli: CCM-SLAM: Robust and efficient centralized collaborative monocular simultaneous localization and mapping for robotic teams. J. Field Robotics 36(4): 763-781 (2019)[22]
- Z. Chen, F. Maffra, I. Sa and M. Chli, "Only look once, mining distinctive landmarks from ConvNet for visual place recognition," 2017 IEEE/RSJ International Conference on Intelligent Robots and Systems (IROS), Vancouver, BC, 2017, pp. 9–16, doi: 10.1109/IROS.2017.8202131.[17]
- P. Schmuck and M. Chli, "Multi-UAV collaborative monocular SLAM," 2017 IEEE International Conference on Robotics and Automation (ICRA), Singapore, 2017, pp. 3863–3870, doi: 10.1109/ICRA.2017.7989445.[16]
- S. Lynen, M. W. Achtelik, S. Weiss, M. Chli and R. Siegwart, "A robust and modular multi-sensor fusion approach applied to MAV navigation," 2013 IEEE/RSJ International Conference on Intelligent Robots and Systems, Tokyo, 2013, pp. 3923–3929, doi: 10.1109/IROS.2013.6696917.[15]
- M. W. Achtelik, S. Lynen, S. Weiss, L. Kneip, M. Chli and R. Siegwart, "Visual-inertial SLAM for a small helicopter in large outdoor environments," 2012 IEEE/RSJ International Conference on Intelligent Robots and Systems, Vilamoura, 2012, pp. 2651–2652, doi: 10.1109/IROS.2012.6386270.[14]
- S. Leutenegger, M. Chli and R. Y. Siegwart, "BRISK: Binary Robust invariant scalable keypoints," 2011 International Conference on Computer Vision, Barcelona, 2011, pp. 2548–2555, doi: 10.1109/ICCV.2011.6126542.[13]
- M. Chli and A. J. Davison, "Automatically and efficiently inferring the hierarchical structure of visual maps," 2009 IEEE International Conference on Robotics and Automation, Kobe, 2009, pp. 387–394, doi: 10.1109/ROBOT.2009.5152530.[12]
- Margarita Chli, Andrew J. Davison: Active matching for visual tracking. Robotics Auton. Syst. 57(12): 1173-1187 (2009)[22]